# Nazareth (Kentucky)
Nazareth è un'area non incorporata della contea di Nelson nei pressi di Bardstown, nello stato americano del Kentucky.
Le sue origini risalgono al 1822, quando le suore della carità fondate dal sulpiziano Jean-Baptiste-Marie David vi eressero un convento in cui stabilirono la loro casa-madre.
Le suore vi fondarono anche una scuola, la Nazareth Academy, da cui ebbe origine la Spalding University.
Vi sorgeva un ufficio postale e una stazione sulla Louisville and Nashville Railroad.